# Luigi Sanzone
Luigi Sanzone (Crotone, 14 novembre 1954) è un ex calciatore italiano, di ruolo terzino.

## Biografia

### Carriera
Ha disputato quattro campionati di Serie B con la maglie di Modena e Sambenedettese, per complessive 115 presenze e 2 reti fra i cadetti.